# Лычки (село)
Лычки (укр. Лички) — село в Киверцовской городской общине Луцкого района Волынской области Украине.
До 2020 года входило в Киверцовский район.
Код КОАТУУ — 0721887203. Население по переписи 2001 года составляет 153 человека. Почтовый индекс — 45214. Телефонный код — 3365. Занимает площадь 0,78 км².